# Planetfall
Planetfall est une fiction interactive de science-fiction écrite par Steve Meretzky, éditée par Infocom en 1983. Les premières versions sont destinées aux ordinateurs et à l'Apple II avant d'être portées sur les autres consoles. Le jeu utilise la Z-machine, à l'origine développée pour la série Zork. Le jeu s'est vendu à plus de 75 000 exemplaires entre 1983 et 1988.

## Système de jeu
À la suite du crash de son vaisseau, le joueur se retrouve sur une planète présentant les traces d'une civilisation au bord de la destruction, sans la présence de ses habitants. Le but est donc de percer les mystères de cette planète déserte et de trouver un moyen de rentrer à la maison. Le joueur se balade dans les bâtiments et laboratoires pour comprendre la fonction de certains objets, traduire un texte dans une langue inconnue ou résoudre toute sorte d'énigmes. Il existe de nombreuses façons de mourir, le nombre d'action est limité par séquence et certaines énigmes sont impossibles à résoudre. Il est donc important de bien choisir ses instructions pour progresser dans le jeu. Rapidement, le joueur fait la rencontre de Floyd, un robot enfantin à la personnalité attachante. Ce personnage se déplaçant en toute indépendance et faisant preuve d'humour est essentiel dans la progression de l'intrigue.

## Divers

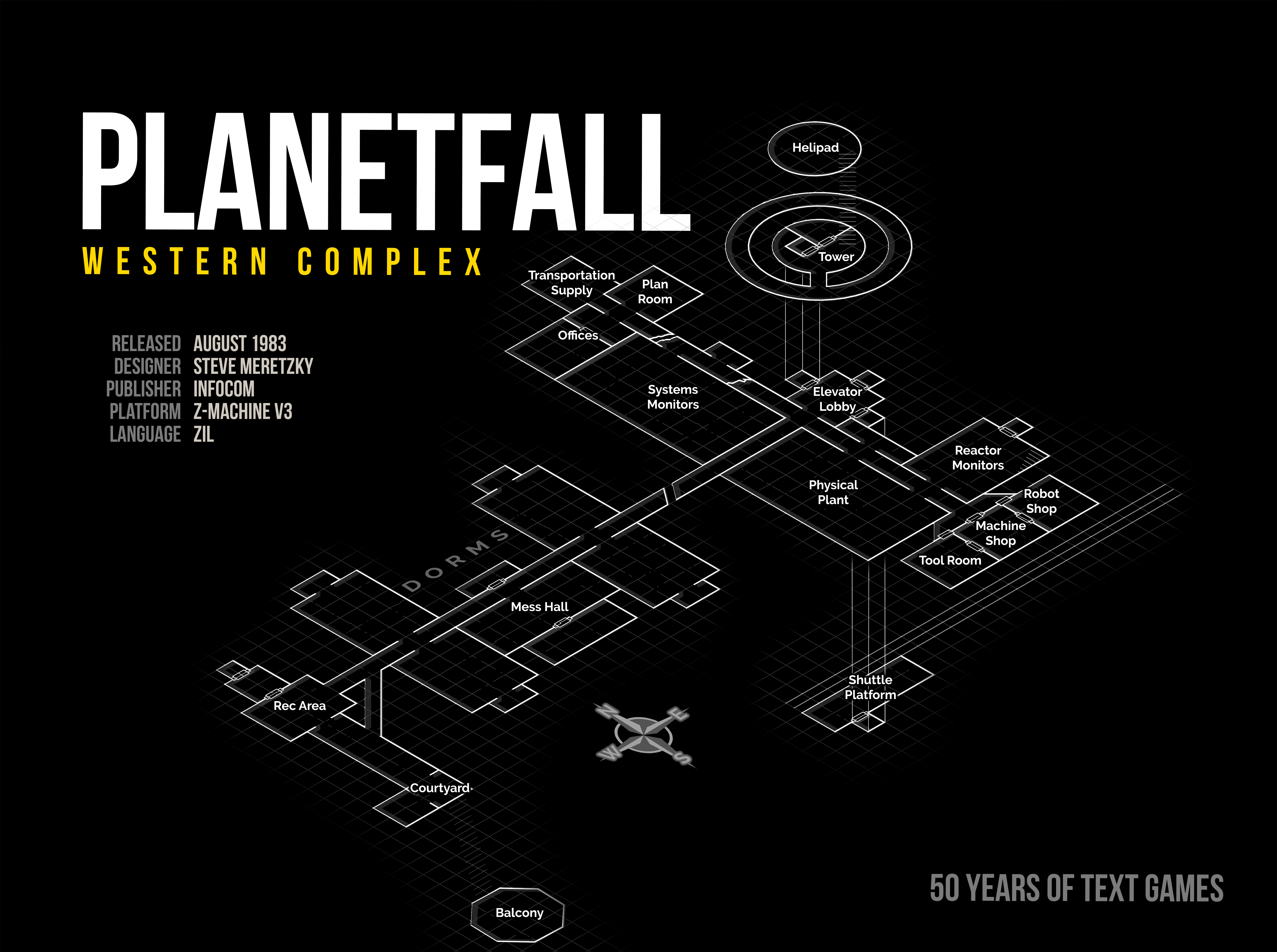
Univers du jeu

Le jeu est inspiré de l'œuvre de Douglas Adams, Le Guide du voyageur galactique.
Une adaptation du jeu en roman, baptisée Planetfall et écrite par Arthur Byron Cover, est publiée en 1988.

## Sources
- (en) Nick Montfort, Twisty Little Passages : An Approach to Interactive Fiction, Cambridge, MIT Press, 2003 (ISBN 0-262-13436-5), p. 148.
- (en) Charles Ardai, « Titans of the Computer Gaming World / Part IV of V: Ardai on Infocom », Computer Gaming World, no 39,‎ août-septembre 1987, p. 38-39/46-47 (ISSN 0744-6667, lire en ligne, consulté le 30 juillet 2024).
- (en) Monte Schultz et Steve Arrants, « Infocom does it again ... and again », Creative Computing, vol. 9, no 12,‎ décembre 1983, p. 120 (lire en ligne, consulté le 30 juillet 2024).
- (de) Gunnar Lott et Christian Schmidt, « Planetfall (SF 144) », Stay Forever [podcast],‎ 30 juin 2024 (lire en ligne, consulté le 30 juillet 2024).
- (en) Steve Meretzky, « The Creation of Floyd the Robot in Planetfall », Electronic Book Review,‎ 4 mars 2008 (lire en ligne, consulté le 30 juillet 2024).
- (en) Fred Saberhagen, Robert Lafore, Scott Prussing, Redmond Simonsen, Marc Blank et Michael Berlyn, « Call Yourself Ishmael: Micros Get The Literary Itch », Softline, vol. 2/3, no 6,‎ septembre 1983, p. 30-34 (ISSN 0745-4988, lire en ligne, consulté le 30 juillet 2024).